# 静岡市立清水浜田小学校
静岡市立清水浜田小学校（しずおかしりつ しみずはまだしょうがっこう）は、静岡県静岡市清水区浜田町にある公立小学校。言語指導教室および通級指導教室が設置されている。

## 沿革
- 1954年（昭和29年） - 開校[2]。
- 1972年（昭和47年） - 入江岡町・上清水一区を学区に編入[2]。
- 1983年（昭和58年） - 開校30周年記念記念式典挙行[2]。
- 2003年（平成15年）
  - 4月1日 - 静岡市との合併に伴い、「静岡市立清水浜田小学校」に改名[2]。
  - 11月22日 - 開校50周年記念式典挙行[2]。

## 通学区域
清水区

| - 相生町 - 旭町 - 入江岡町 - 上一丁目 - 上清水町 | - 島崎町 - 新港町 - 千歳町 - 巴町 - 浜田町 | - 万世町一丁目・二丁目 |

## アクセス
- しずてつジャストライン市立病院線 「浜田町」停留所から、徒歩2分
- 静岡鉄道入江岡駅から、徒歩5分

## 著名な出身者

### 音楽・芸能・アナウンサー
- 柴田英嗣（お笑いタレント）